# 脱隊騒動
脱隊騒動（だったいそうどう）は、1870年（明治3年）、長州藩の藩政改革に不満を持った奇兵隊ほか諸隊が起こした反乱事件。

## 経過
明治2年6月17日（新暦1869年7月25日）の版籍奉還により長州藩占有地の石見国浜田と豊前国小倉の返却が実施されると、藩知事毛利元徳は、同年11月25日（新暦12月27日）、収入減に伴う藩政改革を断行。奇兵隊を含む長州諸隊5,000余名を御親兵四大隊2,250人に再編、残り3,000余名を論功行賞も無く解雇した。御親兵の採用基準として従軍の功績は考慮されず、身分・役職で選別されており、藩正規軍にあたる旧干城隊員が再雇用される一方で共に各地を転戦した平民出身の諸隊士は失職した。これにより、11月30日（新暦1870年1月1日）に寄組山田氏の家臣であった長島義輔ら旧奇兵隊士の一部や振武隊の藤山佐熊や鋭武隊の富永有隣ら旧諸隊士1,200人が脱隊騒動を起こした。
明治3年1月13日（新暦1870年2月13日）、脱隊した旧諸隊士たちは大森県（現・島根県の石見地方と隠岐諸島）を管轄する浜田裁判所を襲撃。1月24日（新暦2月24日）には山口藩議事館（現・山口県庁舎の前身）を包囲して、交戦した旧干城隊を撃破した。付近の農民一揆も合流した結果、山口藩議事館が1,800人規模で包囲され続ける事態となった。

### 木戸孝允の帰藩
この脱隊騒動を解決できそうな者が山口藩内にはもはや一人もいないという状況で、木戸孝允（桂小五郎）が東京から帰藩した。帰藩の目的は、廃藩置県遂行のために薩長土の軍を明治政府の御親兵としてあらかじめ準備して置く必要があったためだった。勢い、木戸が脱隊騒動鎮圧の指揮を毛利元徳知藩事から依頼されることとなった。山口藩は長州藩常備兵300名に加え、第四大隊250名・大阪兵学寮80名・上関と宇部の援軍100余名からなる討伐軍800名を、旧諸隊士たちからなる脱隊軍に対して派遣した。
同年2月9日（新暦3月10日）、山口藩正規軍による討伐軍は陶垰・鎧ヶ垰を越えて小郡の柳井田関門で旧諸隊士らの脱隊軍と会戦した。一時は制圧するも反撃されたため、三田尻（防府）に撤退する。2月11日（新暦3月12日）に再び柳井田関門の脱隊軍を攻略し、今度は潰走させる。小郡と防府がこの戦いの激戦地とされ、そのひとつである防府の勝坂砲台に近い右田ヶ岳山麓の天徳寺では、脱隊軍が立て籠もったため社殿が焼失するなどした。
一連の過程による人的被害は、脱隊軍の戦死60名・負傷73名、討伐軍の戦死20名・負傷64名であった。農商出身者1,300名は帰郷が許され、功労者と認められた600名には扶持米1人半が支給された。3月18日（新暦4月18日）の長島義輔ら25名をはじめ、5月6日（新暦6月4日）までに35名が処刑された。
なお奇兵隊創設者である高杉晋作の父高杉小忠太は、山口藩権大参事として旧奇兵隊士を鎮圧する側で活躍した。

### 大楽源太郎の逃亡
脱隊騒動の首謀者とみなされた大楽源太郎には、3月5日に出頭命令が下る。大楽自身は包囲活動にも戦闘にも参加していないが、文明開化・国民皆兵・富国強兵路線を木戸孝允と協力して強力に推し進めたことで脱隊騒動の原因を作ったとも言える大村益次郎が、前年9月に大楽門弟の神代直人・団紳二郎らの襲撃で暗殺されていた。加えて多数の門弟が脱隊騒動に参加していたため、首謀者であると疑われた。身の危険を感じた大楽は、九州の豊後国姫島を経て旧知の河上彦斎を頼り鶴崎へ逃れる。そこで河上に挙兵を促すも、反対される。しかし大楽は、排外主義的な鎖国攘夷の者たちを糾合しての明治政府打倒を画策する。
明治4年（1871年）3月、広沢真臣暗殺事件の捜査中に二卿事件が露見。大楽は尊攘志士の影響力が根強い久留米藩の応変隊を頼るが、久留米藩への飛び火を恐れた応変隊士により、3月16日処断された（久留米藩難事件）。これに連座し、河上も犯人隠匿罪で逮捕され処刑された。
処罰を逃れた旧諸隊士の一部は、豊後水道の無人島を根拠地に住み着き、海賊にまで身を落としたと言う。

## その後の長州
立場上、規律と財政を重視せざるを得ない総裁職顧問・木戸孝允に対して、かつて干城隊頭取として北越戦争で諸隊と共闘した参議・前原一誠は、諸隊士の解雇および脱隊者の討伐に猛反対し木戸と対立したとされる。その結果、兵部大輔の要職を辞して下野したとされる。しかしながら前原一誠自身も、旧干城隊や四大隊の隊員を率いて萩の乱を起こし、同様に即座に鎮圧され斬首刑となった。